# Julia Gröbl
Julia Lisa Gröbl (geboren 1994 in München) ist eine deutsche Theater- und Filmschauspielerin.

## Leben und künstlerische Karriere
Julia Gröbl wuchs in München auf und stand bereits als Kind im Kinderchor des Staatstheaters am Gärtnerplatz auf der Bühne. Von 2013 bis 2015 absolvierte sie ihr Schauspielstudium an der Münchner Filmakademie (MFA).
Gröbls Theaterlaufbahn begann mit ihrem Debüt als festes Ensemblemitglied am Münchner Theater für Kinder. Dort spielte sie unter anderem in der Inszenierung von „Ronja Räubertochter“. Im Anschluss war sie an renommierten Häusern wie der Komödie im Bayerischen Hof, dem Theater an der Kö in Düsseldorf und an der Komödie Frankfurt engagiert. Zu ihren bekannten Bühnenrollen gehört die Co-Hauptrolle der Sophie Hartmann in „Willkommen bei den Hartmanns“, die Juliette in „Monsieur Pierre geht online“ sowie die Helena in „Ein Sommernachtstraum“ bei den Festspielen im Schloss Nymphenburg. Weitere bemerkenswerte Rollen übernahm sie u. a. als aufmüpfige Kommissarin Diana Ward in der Neuinszenierung des Klassikers „Die Toten Augen von London“ im Blutenburg-Theater in München.
Als Filmschauspielerin war sie im Fernsehen in TV-Serien wie Lena Lorenz oder Inga Lindström zu sehen. Daneben wirkte sie für das Kino in dem Mystery-Thriller „Alice-The Darkest Hour“ sowie in mehreren Kurzfilmen mit.
Julia Gröbl lebt in München, wo sie vor allem auch durch ihre Mitwirkung am Sommertheater im Innenhof der Glyptothek in Hauptrollen als Kassandra und Iphigenie seit 2024 breite Popularität und Anerkennung erlangte.

## Theater (Auswahl)
- 2025: Kassandra Ein Stück (als Kassandra). Nach dem Roman Kassandra von Christa Wolf. Inszenierung: Sven Schöcker (Theaterspiele Glyptothek München)[6][7]
- 2025: Der Trojanische Krieg (als Helena). Theater und Film von Stefan Kastner. Inszenierung: Stefan Kastner (Pathos München)[9][10][11]
- 2025: Lauter Lügen um eine Leiche (als Elisa). Von Alfonso Paso. Inszenierung: Petra Wintersteller (Blutenburg-Theater München)[12]
- 2025: Peer Gynt (als Trollprinzessin Ingrid). Von Henrik Ibsen  Inszenierung: Tobias Maehler (Ensemble Persona München)
- 2024: Iphigenie auf Tauris (als Iphigenie). Von Johann Wolfgang von Goethe nach  Euripides. Inszenierung: Sven Schöcker (Theaterspiele Glyptothek München)[8]
- 2024: Mord im Orient-Express (als Gräfin Andrenyi). Nach dem Kriminalroman von Agatha Christie. Inszenierung: Hardy Hossman (Blutenburg-Theater München)
- 2024: Das perfekte Geheimnis (als Sophia). Von Paolo Genovese nach seinem Film „Perfetti SconosciutiI“. Inszenierung: Johannes Pfeifer (Komödie im Bayerischen Hof)
- 2023: Die toten Augen von London (als Diana Ward). Nach dem Roman von Edgar Wallace. Inszenierung: Frank Piotraschke (Blutenburg-Theater München)
- 2023: Ein Sommernachtstraum (als Helena/ Schlucker/ Bohnenblüte). Von William Shakespeare. Inszenierung: Tobias Maehler (Nymphenburger Schloss-Festspiele München
- 2023: Die Großherzogin von Gerolstein (als Chloé Martin). Operette (Opéra bouffe) von Jacques Offenbach. Inszenierung: Josef Ernst Köpplinger (Staatstheater am Gärtnerplatz)
- 2022: Monsieur Pierre geht online (als Juliette). Nach der französischen Filmkomödie von Stéphane Robelin. Inszenierung: Horst Johanning (Komödie Frankfurt/ Theater im Rathaus Essen/ Theater an der Kö Düsseldorf)
- 2021: Tod auf dem Nil (als Louise). Nach dem Kriminalroman von Agatha Christie. Inszenierung: Jörg Herwegh (Carpe Artem)
- 2021: Willkommen bei den Hartmanns (als Sophie). Nach der  Filmkomödie von Simon Verhoeven. Inszenierung: Philipp Moschitz (Komödie im Bayerischen Hof)[13][14]
- 2020: Trennung Frei Haus (Ensemble). Von Tristan Petitgirard. Inszenierung: Bernd Schadewald (Komödie im Bayerischen Hof)
- 2019: Sonny Boys (als Maggie). Nach Die Sunny Boys (The Sunshine Boys) von Neil Simon. Inszenierung: Mischa Preissler (Komödie im Bayerischen Hof)